# Bezirk Bülach
Der Bezirk Bülach ist ein Bezirk im Nordwesten des Kantons Zürich in der Schweiz, der im Wesentlichen das untere Glatttal und das Rafzerfeld umfasst. Er entstand 1814 aus dem östlichen Teil des Distrikts Bülach.

## Politische Gemeinden
| Wappen             | Gemeindename       | PLZ        | Einwohner (31. Dezember 2023) | Fläche in km² | Einwohner pro km² |
| ------------------ | ------------------ | ---------- | ----------------------------- | ------------- | ----------------- |
| Bachenbülach       | Bachenbülach       | 8184       | 4316                          | 4,31          | 1001              |
| Bassersdorf        | Bassersdorf        | 8303       | 12'186                        | 9,03          | 1350              |
| Bülach             | Bülach             | 8180       | 24'186                        | 16,09         | 1503              |
| Dietlikon          | Dietlikon          | 8305       | 8036                          | 4,25          | 1891              |
| Eglisau            | Eglisau            | 8193       | 5667                          | 9,06          | 625               |
| Embrach            | Embrach            | 8424       | 10'308                        | 12,69         | 812               |
| Freienstein-Teufen | Freienstein-Teufen | 8427       | 2379                          | 8,40          | 283               |
| Glattfelden        | Glattfelden        | 8192       | 5406                          | 12,29         | 440               |
| Hochfelden         | Hochfelden         | 8182       | 1987                          | 6,17          | 322               |
| Höri               | Höri               | 8181       | 3509                          | 4,79          | 733               |
| Hüntwangen         | Hüntwangen         | 8194       | 1107                          | 4,91          | 225               |
| Kloten             | Kloten             | 8302       | 21'272                        | 19,09         | 1114              |
| Lufingen           | Lufingen           | 8426       | 2840                          | 5,18          | 548               |
| Nürensdorf         | Nürensdorf         | 8309       | 5788                          | 10,22         | 566               |
| Oberembrach        | Oberembrach        | 8425       | 1105                          | 10,26         | 108               |
| Opfikon            | Opfikon            | 8152       | 21'553                        | 5,59          | 3856              |
| Rafz               | Rafz               | 8197       | 4766                          | 10,68         | 446               |
| Rorbas             | Rorbas             | 8427       | 3012                          | 4,44          | 678               |
| Wallisellen        | Wallisellen        | 8304       | 17'625                        | 6,42          | 2745              |
| Wasterkingen       | Wasterkingen       | 8195       | 577                           | 3,96          | 146               |
| Wil ZH             | Wil (ZH)           | 8196       | 1577                          | 8,94          | 176               |
| Winkel             | Winkel             | 8185       | 4929                          | 8,11          | 608               |
| Total (22)         | Total (22)         | Total (22) | 164'131                       | 184,88        | 888               |

## Veränderungen im Gemeindebestand

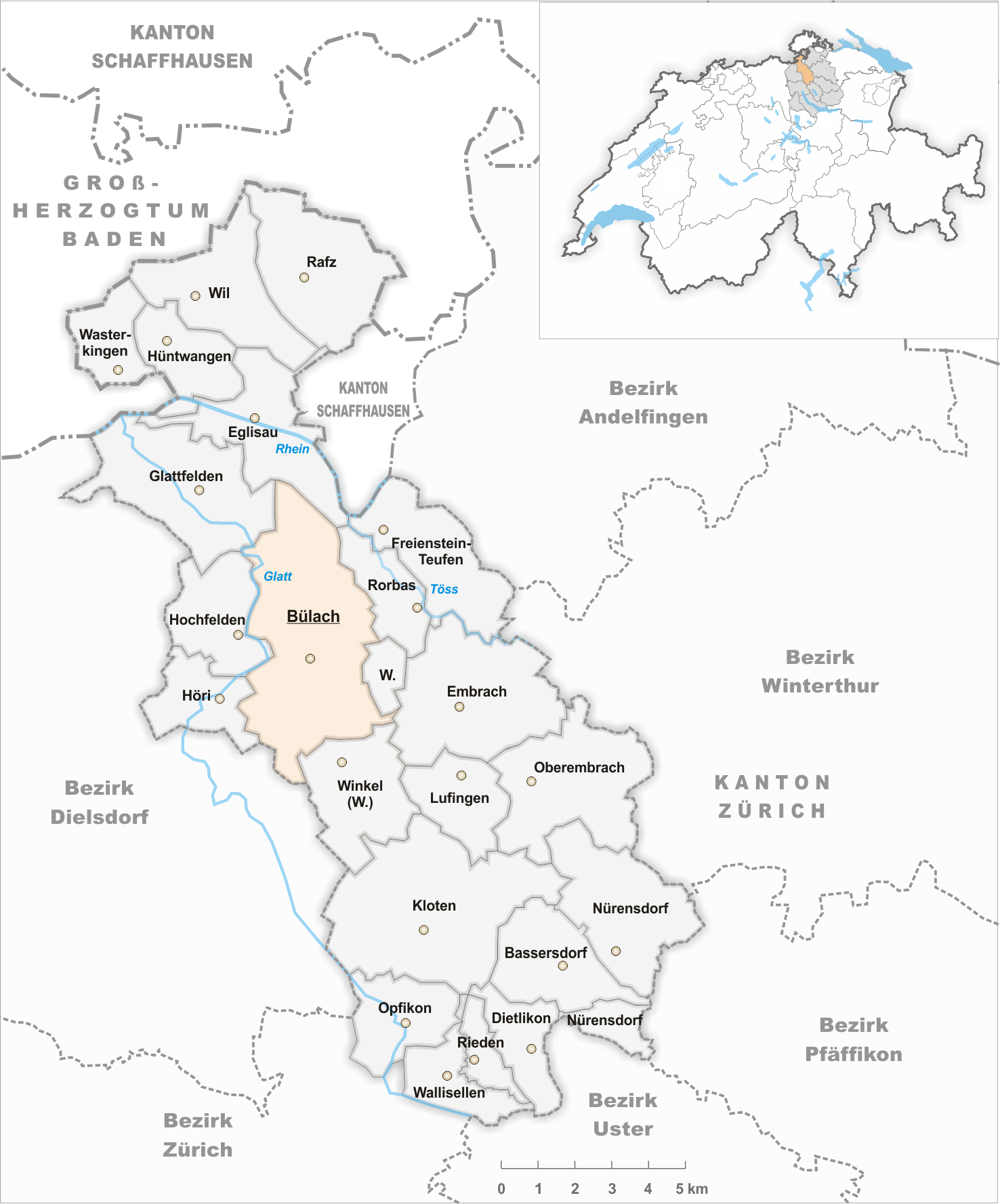
Gemeinden bis 1849
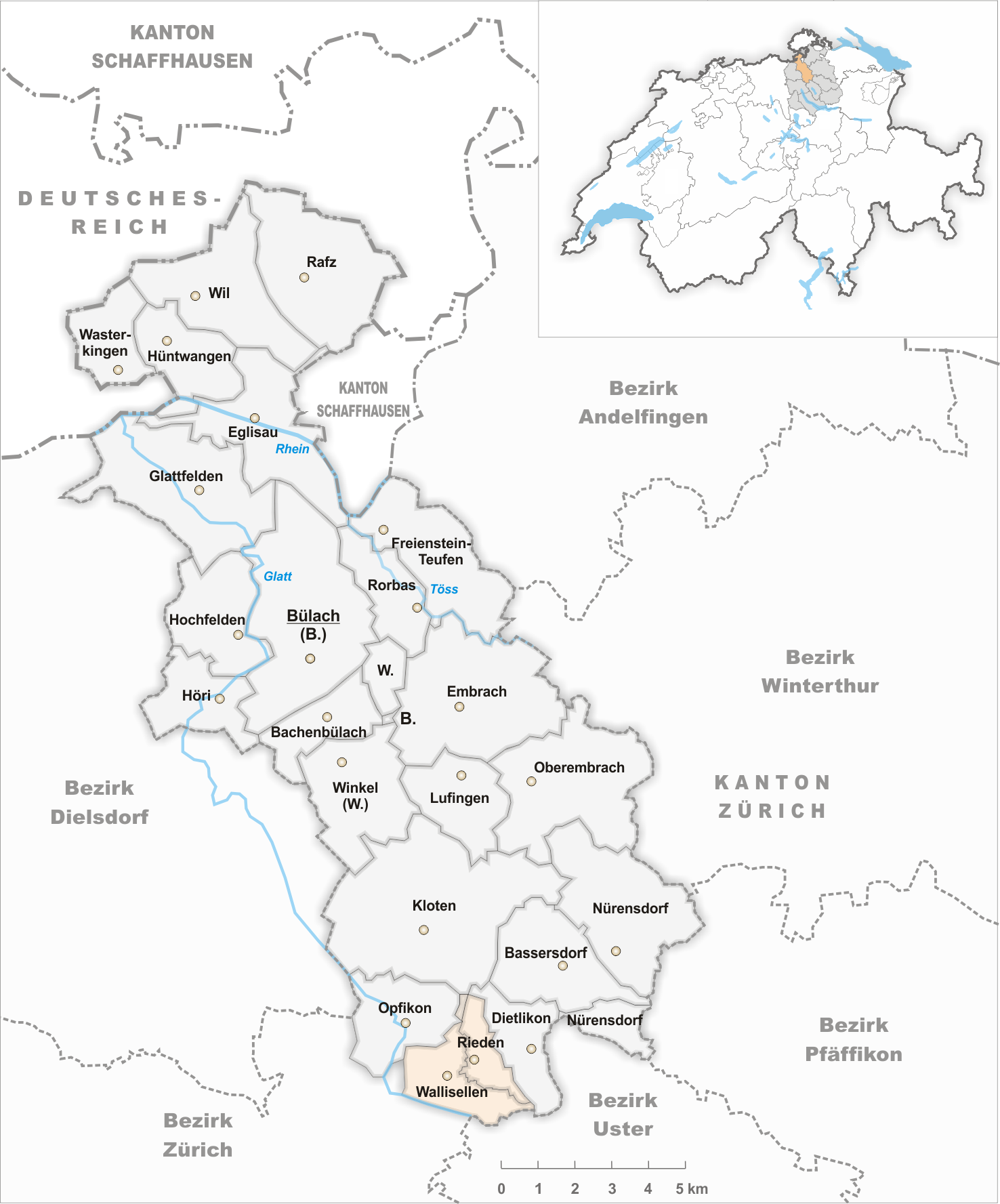
Gemeinden bis 1915
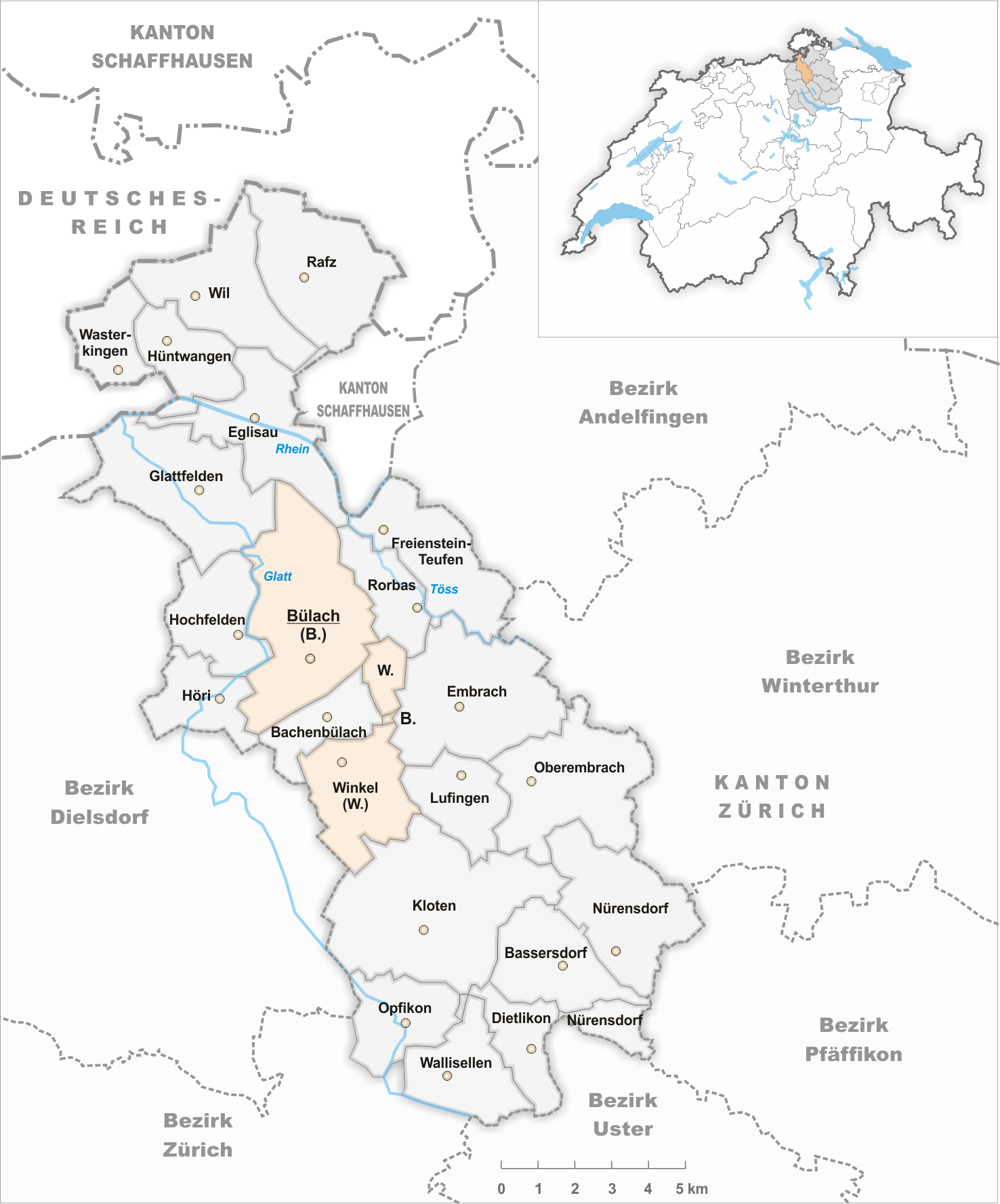
Gemeinden bis 1916
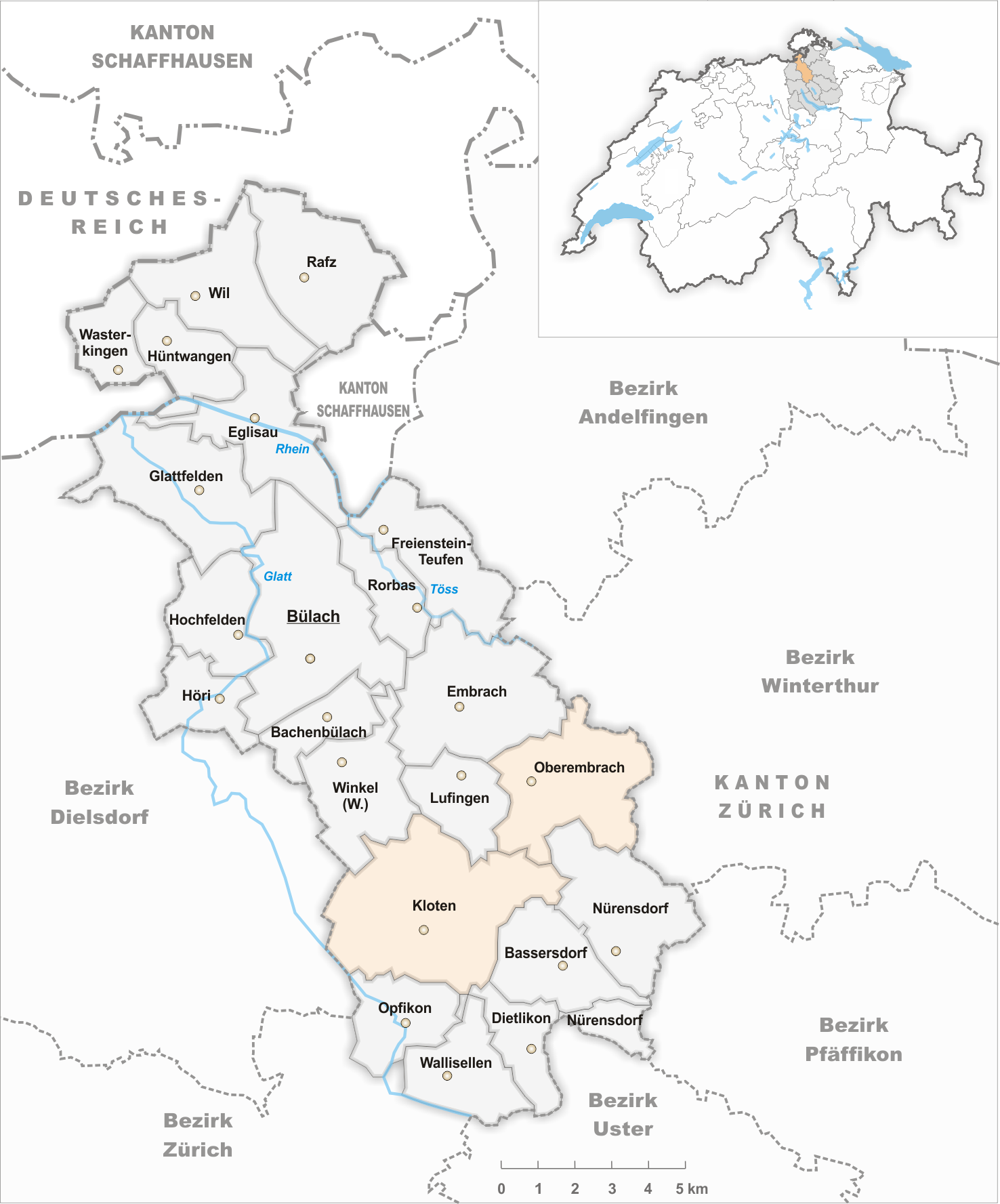
Gemeinden bis 1926
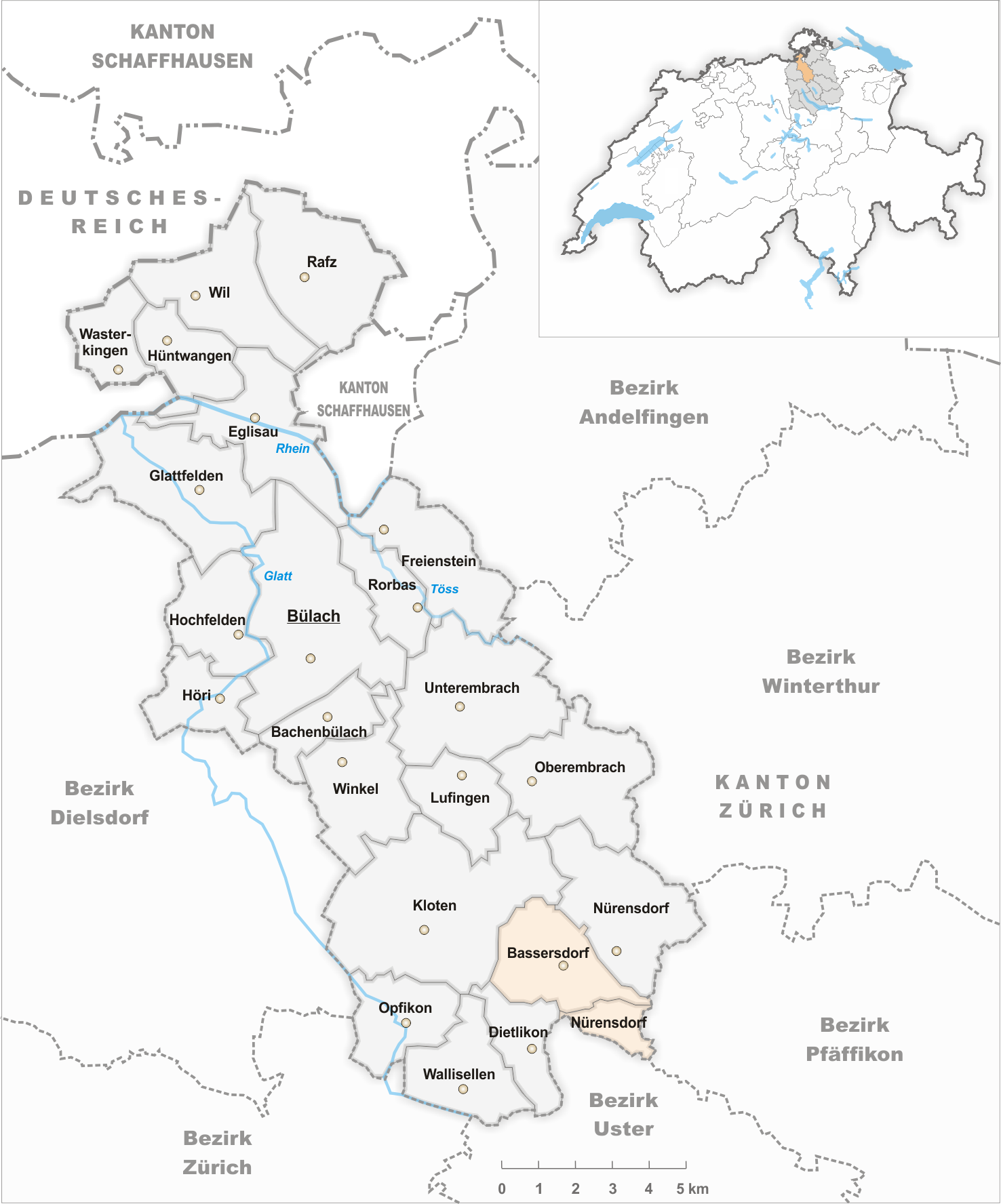
Gemeinden bis Oktober 1930
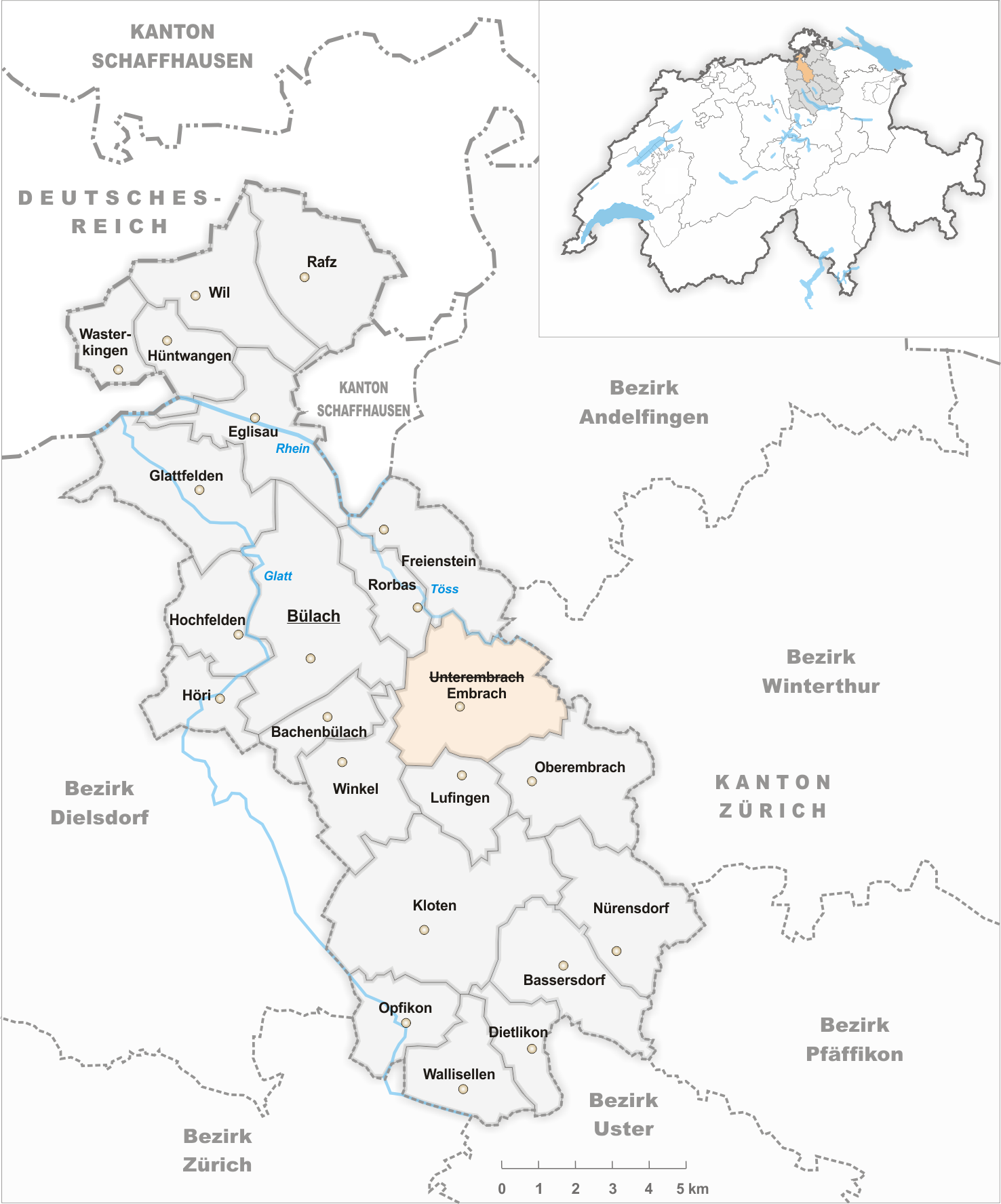
Gemeinden bis Dezember 1930
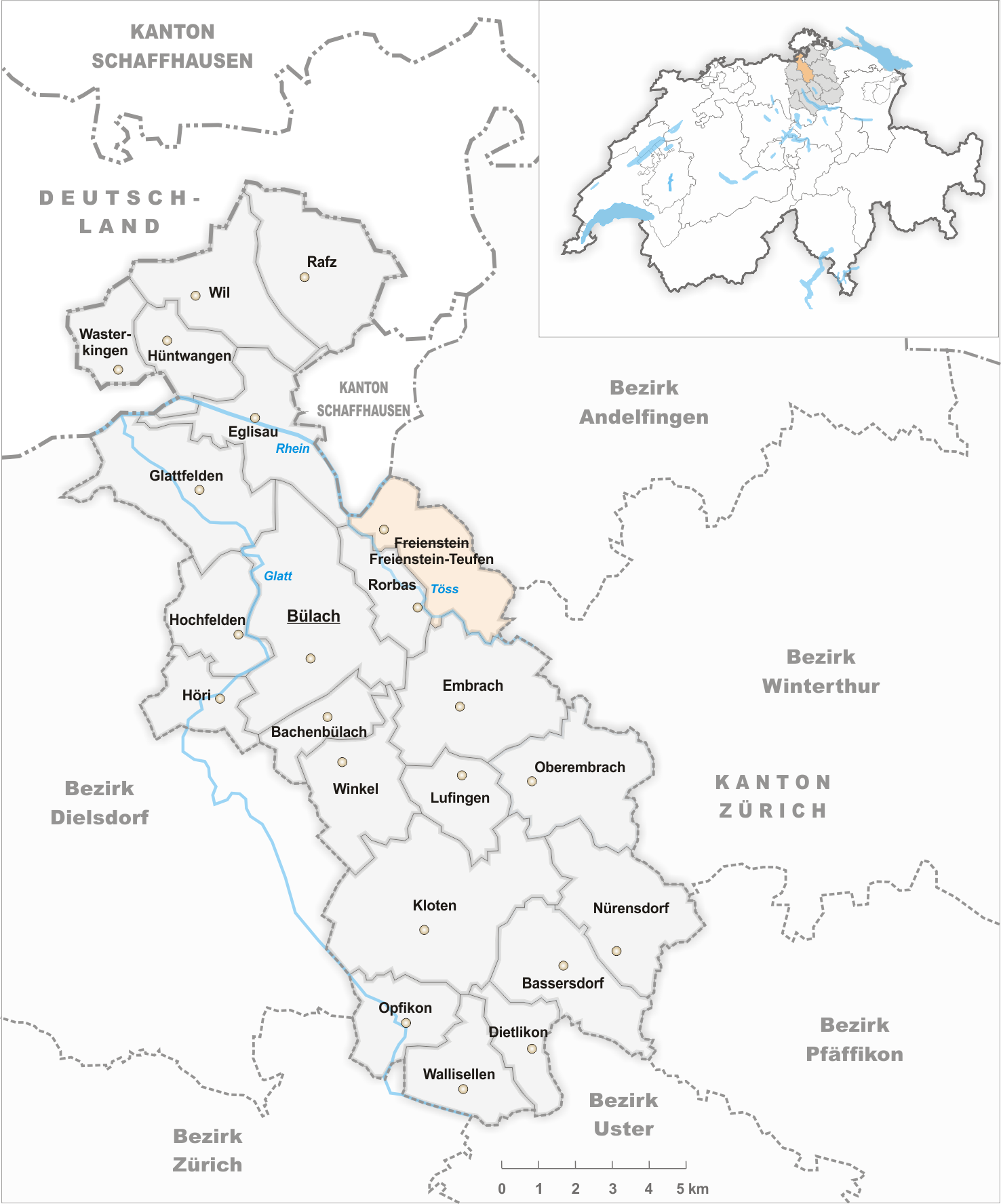
Gemeinden bis 1957
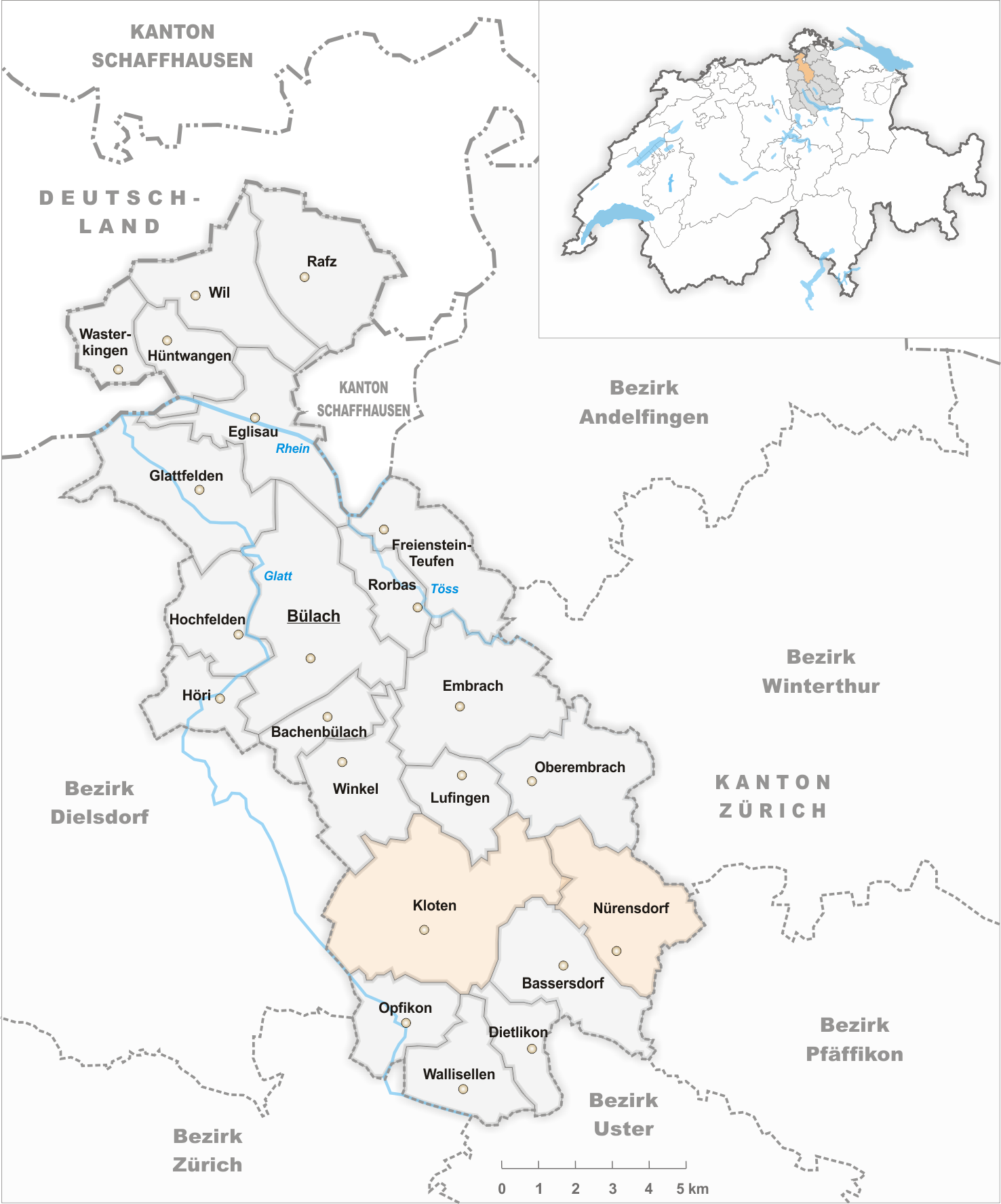
Gemeinden bis 2024

- 1850: Abspaltung von Bülach  →  Bachenbülach
- 1916: Fusion Rieden und Wallisellen  →  Wallisellen
- 1917: Gebietsänderung Bülach und Winkel
- 1927: Gebietsänderung Kloten und Oberembrach
- 1930: Die Exklave Baltenswil wechselt von der Gemeinde Nürensdorf   →  Bassersdorf
- 1931: Namensänderung Unterembrach  →  Embrach
- 1958: Namensänderung Freienstein  →  Freienstein-Teufen
- 2024: Gebietsänderung Kloten und Nürensdorf

## Zivilgemeinden
Die neue Kantonsverfassung des Standes Zürich brachte die Abschaffung der Zivilgemeinden mit sich. Zum Zeitpunkt des Inkrafttretens am 1. Januar 2006 bestanden noch folgende Zivilgemeinden:
- Breite-Hakab (politische Gemeinde Nürensdorf, aufgelöst per 1. Januar 2008)[3]
- Oberwil (politische Gemeinde Nürensdorf, aufgelöst per 22. August 2009)[4]

## Ortschaften
| PLZ  | Name der Ortschaft     | Gemeinde           |
| ---- | ---------------------- | ------------------ |
|      | Baltenswil             | Bassersdorf        |
|      | Eschenmosen            | Bülach             |
|      | Heimgarten             | Bülach             |
|      | Niederflachs           | Bülach             |
|      | Nussbaumen             | Bülach             |
|      | Oberriet               | Eglisau            |
|      | Seglingen              | Eglisau            |
|      | Tössriederen           | Eglisau            |
| 8427 | Freienstein            | Freienstein-Teufen |
| 8428 | Teufen                 | Freienstein-Teufen |
|      | Aarüti                 | Glattfelden        |
|      | Rheinsfelden           | Glattfelden        |
|      | Schachen               | Glattfelden        |
| 8192 | Zweidlen               | Glattfelden        |
|      | Zweidlen-Station       | Glattfelden        |
|      | Endhöri                | Höri               |
|      | Niederhöri             | Höri               |
|      | Oberhöri               | Höri               |
|      | Balsberg               | Kloten             |
|      | Bänikon                | Kloten             |
|      | Egetswil               | Kloten             |
|      | Gerlisberg             | Kloten             |
|      | Augwil                 | Lufingen           |
|      | Birchwil               | Nürensdorf         |
|      | Breite bei Nürensdorf  | Nürensdorf         |
|      | Hakab                  | Nürensdorf         |
|      | Oberwil bei Nürensdorf | Nürensdorf         |
| 8152 | Glattbrugg             | Opfikon            |
| 8152 | Glattpark              | Opfikon            |
| 8152 | Oberhausen             | Opfikon            |
|      | Rieden                 | Wallisellen        |
|      | Niederrüti             | Winkel             |
|      | Oberrüti               | Winkel             |
|      | Rüti                   | Winkel             |
|      | Seeb                   | Winkel             |